# Playa de los Cocedores
La Playa de los Cocedores, también conocida como Cala Cerrada, es una pequeña playa situada entre la Provincia de Almería, y la Región de Murcia, en concreto entre los municipios de Pulpí y Águilas. La zona murciana de la playa forma parte del paisaje protegido de Cuatro Calas.
En la actualidad, existe una disputa territorial entre los municipios de Pulpí y Águilas acerca de su pertenencia administrativa. No obstante, en abril de 2019, el Ayuntamiento de Pulpí hizo público un informe técnico elaborado por la catedrático de Análisis Geográfico Andrés García Lorca, que concluyó que la playa pertenece a la provincia de Almería. No obstante, será el Instituto Geográfico Nacional quien, tras analizar este informe, de oficialidad a la delimitación territorial.

## Origen del nombre
Es conocida con el nombre de Playa de los Cocedores debido a que durante el siglo XX se ubicaba allí un cocedor de esparto natural. Algunas de las características más llamativas de esta playa de apenas 150 metros de extensión, son sus aguas tranquilas y cristalinas, sus llamativos acantilados y la piscinas naturales que conforma, las cuales son ideales para niños que no sepan nadar.
Forma una media luna natural con abundante arena y se ubica en entorno paradisíaco. La montaña que la protege, erosionada por el efecto del mar, ha dejado un paisaje de sumo interés geológico. Se encuentra rodeada de unos llamativos acantilados salvajes y naturales donde se pueden observar diferentes formaciones de roca arenisca con cuevas. En ellas antiguamente habitaban personas, las cuales se encargaban de cocer el esparto y, las cuales, dieron nombre a esta playa.

## Controversia sobre su pertenencia
Ya en el siglo XVIII existían desacuerdos entre los antiguos municipios de Vera (Almería) y Lorca (Murcia) sobre a quién le correspondía esta franja costera. Con el tiempo, esta disputa pasó a manos de Pulpí (Almería) y Águilas (Murcia), que heredaron el conflicto con límites poco claros y documentos que a veces se contradicen entre sí.
El problema no es simplemente simbólico. Durante años, mapas oficiales han mostrado versiones distintas: algunos situaban la playa dentro del territorio murciano, mientras que en otros se reconocía como parte de Almería. Esto ha dado pie a reclamaciones por parte del Ayuntamiento de Águilas, que incluso incluyó el área dentro del paisaje protegido regional de las Cuatro Calas. Mientras tanto, desde Pulpí han insistido en que siempre han gestionado la playa, desde la limpieza hasta la promoción turística, y han pedido al Instituto Geográfico Nacional una revisión del deslinde oficial, ya que según un mapa realizado en 1855 por Francisco Coello, esta playa pertenecía al municipio almeriense de Pulpí antes de un deslinde unilateral y no consensuado que llevó a cabo en el año 1898 el municipio murciano de Águilas a través de la Diputación de Murcia.

## Localización y Acceso
Se accede a ella por la nacional A-332 de Almería, carretera a la cual se puede acceder a través de la autopista AP-7. En los alrededores de la playa hay zonas habilitadas para aparcar los vehículos.